# Phố Láng Hạ

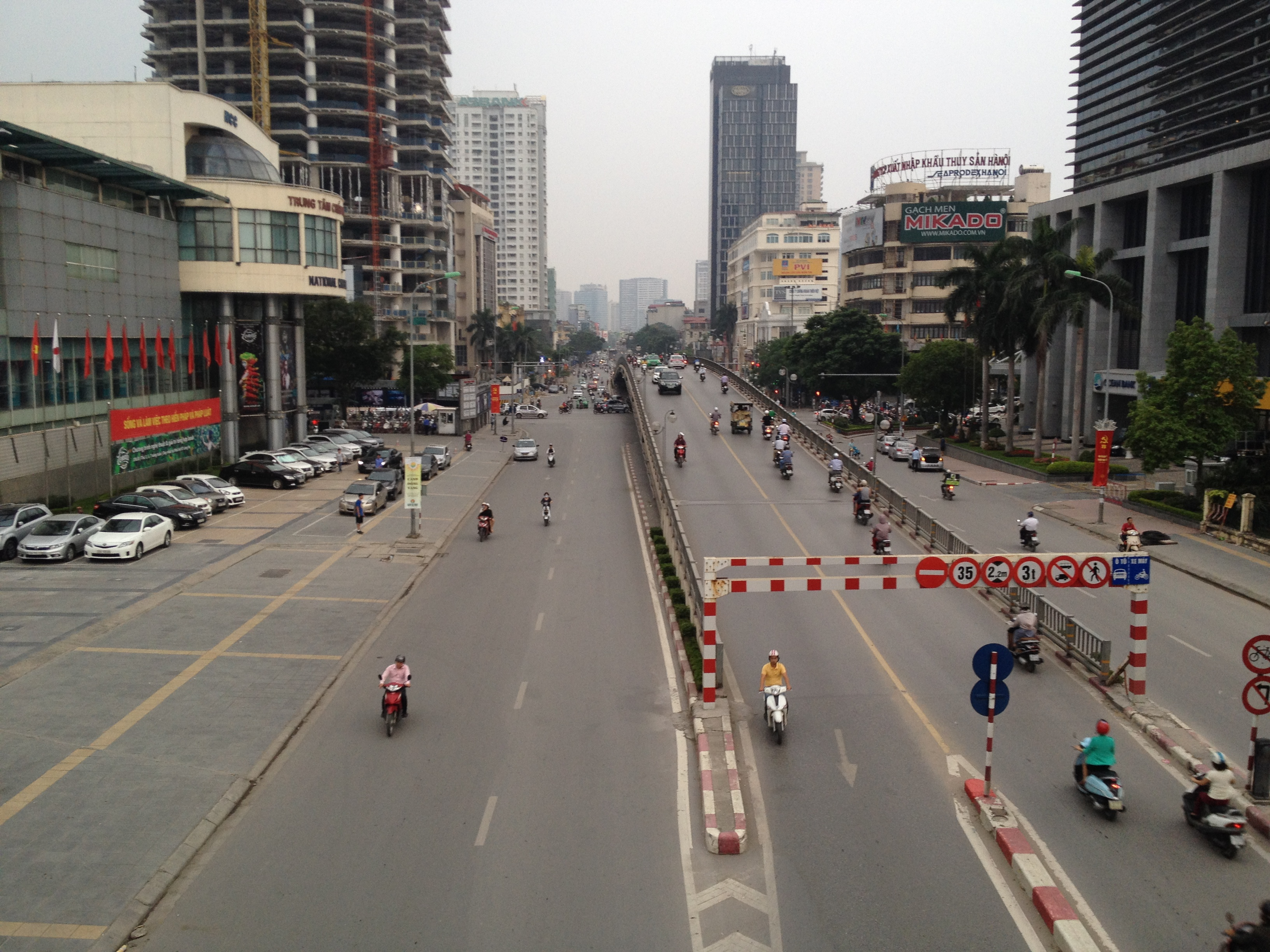
Phố Láng Hạ vào năm 2015

Phố Láng Hạ là một con phố thuộc phường Láng Hạ, quận Đống Đa, thành phố Hà Nội. Phố rộng 21m và dài tới 1654m, bắt đầu từ ngã tư Giảng Võ - La Thành chạy qua ngã tư Thái Hà - Huỳnh Thúc Kháng và kết thúc ở đường Láng.
Phố Láng Hạ là một trong những tuyến phố đẹp, với hàng cây xanh ở giữa, kinh doanh sầm uất. Ngoài ra, phố còn là một trục giao thông quan trọng xuyên qua địa phận hành chính của hai phường Thành Công và phường Láng Hạ cũng là nút giao hai quận Đống Đa với Ba Đình.

## Lịch sử
Phố Láng Hạ đi qua vùng đất trũng cũ của làng Thành Công và làng Láng Hạ, đều nằm ngoài đê La Thành. Làng Thành Công vốn là phường Công Bộ đời Lê và đổi thành phường Nhược Công thời Nguyễn. Làng Láng Hạ là một trong ba thôn Thượng, Trung, Hạ hợp thành trại Yên Lãng thuộc tổng Hạ, huyện Vĩnh Thuận. Đến cuối thế kỷ 20, trại này vẫn sống chủ yếu bằng nghề trồng rau quả, và nổi tiếng với những đặc sản như hành hoa, húng Láng, tạo nên vị phở đặc trưng của Hà Nội.

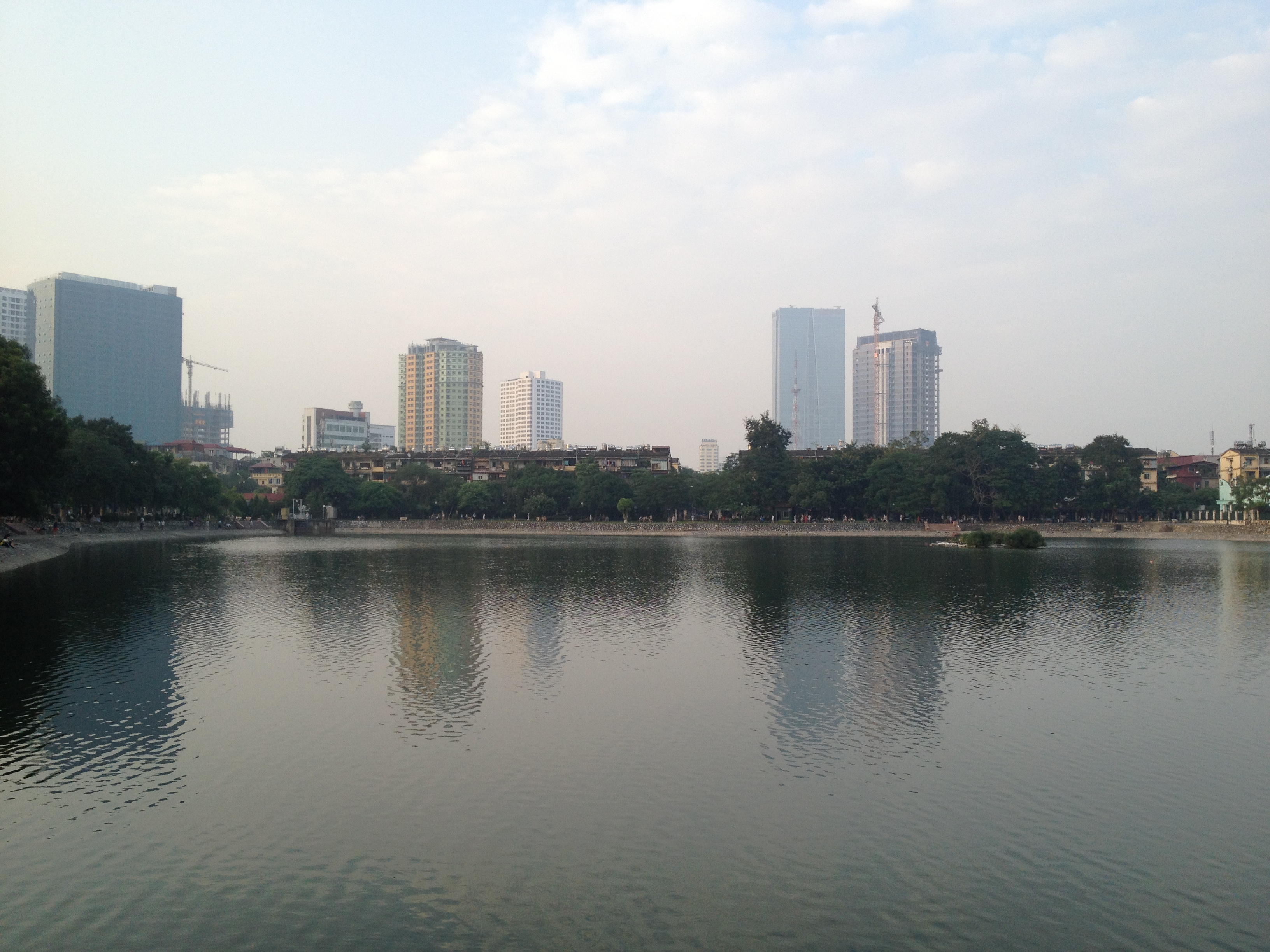
Hồ Thành Công, nằm trọn trong Công viên Indira Gandhi

Khu vực hai làng cổ trên cùng với những cánh đồng vàng ươm bên cạnh hiện đã được đô thị hóa, với những chung cư và tòa nhà cao tầng ngày càng nhiều, giờ chỉ còn lại hồ Thành Công và hồ Đống Đa. Vào tháng 10 năm 1986, phố mới được đặt tên là Láng Hạ theo tên ngôi làng cổ xưa.

## Địa điểm
Phố dài tới 1654 m và rộng 21 m; từ đó tạo nên một trục giao thông quan trọng xuyên qua địa phận hành chính hai phường Thành Công thuộc quận Ba Đình và phường Láng Hạ thuộc quận Đống Đa. Phố bắt đầu từ ngã tư Giảng Võ và La Thành  xuống phía nam, cắt ngã tư các phố Thái Hà và Huỳnh Thúc Kháng và kết thúc bên bờ sông Tô Lịch (đoạn cầu vượt Lê Văn Lương - Đường Láng) và nối tiếp với Lê Văn Lương.

## Công trình nổi bật
Trước đây, vùng này chỉ có chung cư của các khu tập thể, đó là: Khu tập thể Thành Công, Đường Sắt, Bưu Điện, Năng Lượng,... dành cho người lao động làm việc tại các ngân hàng ở gần đó và v.v...
Phố Láng Hạ bắt đầu nhộn nhịp hơn, trở thành một con phố chính đi về Hà Đông, Hòa Lạc, Đống Đa, Thanh Xuân, Cầu Giấy, Đường Vành Đai 3 và Ba Đình.
Cuối năm 2016, tuyến BRT01 đã được hoàn thành, (chạy hết phố) với hai nhà chờ là nhà chờ Vũ Ngọc Phan và nhà chờ Thành Công. 

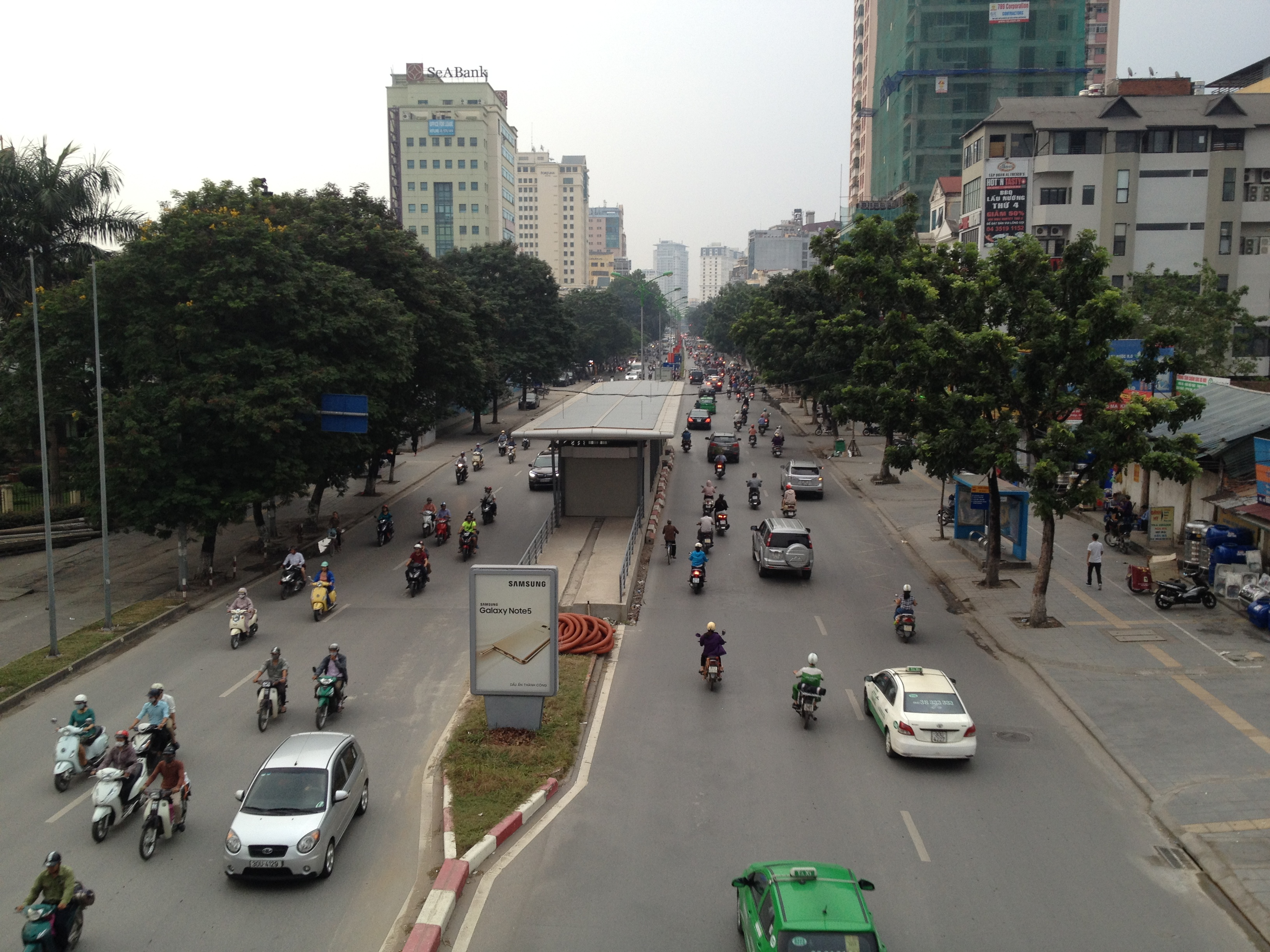
Nhà chờ Thành Công - thuộc tuyến BRT01.

## Các cơ sở tín ngưỡng tôn giáo
Nơi đây còn ẩn chứa nhiều dấu tích của các công trình kiến trúc Phật giáo và tâm linh Champa từ thời Lý, Trần, Lê. Cổng làng Thành Công ở đầu ngõ 12, phía tây phố Láng Hạ và đình làng cách đó chưa đầy 200m. Đình Ứng Thiên của làng Láng Hạ ở phía đông, trong ngõ 151, chỉ sau mặt phố tầm 50m. Đền Hậu Thổ nằm bên trong đình, vốn thờ một nữ thần đất của phương nam, gần đây trở thành chỗ cầu tài lộc của những người buôn bán bất động sản. Ngoài ra, trên nền đất cũ của làng Láng Hạ còn có các di tích khác như đền Đại, miếu Vô Vi và chùa Mừng tức Cảm Ứng Tự.

## Các tuyến xe buýt đi qua
- Tuyến 09B: Bờ Hồ - Bến xe Mỹ Đình (từ Huỳnh Thúc Kháng đến đường Láng)
- Tuyến 18: Đại học Kinh tế Quốc dân - Đại học Kinh tế Quốc dân (từ Thái Thịnh đến Giảng Võ)
- Tuyến 49: Trần Khánh Dư - Nhổn (từ Thành Công đến Giảng Võ)
- Tuyến BRT01: Kim Mã - Bến xe Yên Nghĩa (hết phố)